# Ilhas insulares

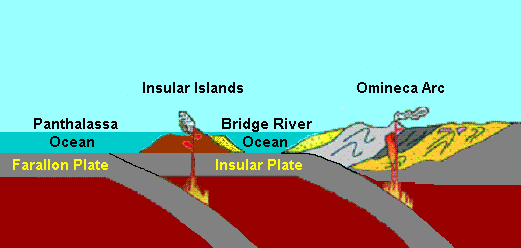
O Bridge River Ocean Entre a América do Norte e os arcos vulcânicos Insulares e Omineca

As Ilhas Insulares eram uma cadeia gigante de ilhas vulcânicas ativas em algum lugar no Oceano Pacífico durante o período Cretáceo que montou na parte superior uma microplaca chamada de Placa insular, começando há cerca de 130 milhões de anos. As Ilhas insulares estavam cercadas por dois pré-históricos oceanos, o Oceano Panthalassa para o oeste e Bridge River Ocean para o leste. Cerca de 115 milhões de anos atrás, essas ilhas colidiram com o continente norte-americano, fundindo-se na Placa norte-americana e fechando o Bridge River Ocean durante o período do Cretáceo Médio.
As Ilhas Insulares formaram pelo menos 210 milhões de anos antes da colisão. Tal como as anteriores Ilhas Intermontane, o tamanho grande das ilhas impediu-as de serem pressionadas sob a placa norte-americana. Em vez disso, as Ilhas Insulares foram amassadas e esmagadas ao longo da costa da América do Norte para se tornar parte do continente. A placa insular parou de subduzir sob a América do Norte; a zona de subducção mudou-se para Farallon Trench mais para o oeste. As rochas que incluíam as Ilhas Insulares agora formam uma grande característica geológica ao longo da costa da América do Norte, conhecida como Cinturão insular.